# Abra Grande
Pour les articles homonymes, voir Abra.
Le volcan Abra Grande est un stratovolcan considéré comme éteint, situé en Argentine, dans la province de Catamarca, département d'Antofagasta de la Sierra.

## Géographie
L'Abra Grande est situé à sept kilomètres au nord-nord-est de son voisin, le Pajonal (5 143 mètres), avec lequel il forme un important complexe volcanique. Ce complexe est en fait le rebord est et sud d'un ancien cratère beaucoup plus vaste, une ancienne caldeira dont les bords nord et ouest se sont effondrés. À cet endroit, au nord-ouest, on peut voir la Corrida del Pajonal, une large surface recouverte de matériaux volcaniques.
Ces deux volcans ont émis d'énormes fleuves de lave. La coulée la plus spectaculaire est une gigantesque coulée noire dirigée vers le sud puis le sud-ouest, très visible sur photo satellite. Elle est longue de 20 kilomètres, sur une largeur pouvant en atteindre trois, et s'étend jusqu'au salar appelé Salina Aguas Calientes.
Au nord-ouest à quelque 25 kilomètres à peine, se trouve le Cordón del Azufre.
Avec ses 5 391 mètres d'altitude, l'Abra Grande est nettement moins haut que l'Antofalla qui se trouve à une quarantaine de kilomètres à l'est-sud-est. Les volcans Lila et Cajeros (5 725 mètres), proches de l'Antofalla, se dressent à quelque 22 et 35 kilomètres au sud-est.

## Tourisme
L'Abra Grande est situé dans une contrée désertique et quasi inhabitée. C'est le cas de toute la région, qui est l'une des plus reculées et des plus isolées d'Argentine. Il n'y a aucune route et le tourisme est réservé à ceux qu'attire l'inconnu de l'aventure.